# Ascensión
Ascensión è una municipalità dello stato di Chihuahua, nel Messico settentrionale, il cui capoluogo è la località omonima.
Conta 23.975 abitanti (2010) e ha una estensione di 9.629,05 km².
Il nome del paese si deve al fatto che venne fondato nel giorno dell'Ascensione.